# Hamadi Hamidouch
Hamadi Hamidouch est un entraîneur marocain de football né en 1942 à Tiddas dans la province de Khémisset.

## Biographie
- Médaille d'or des Jeux panarabes de 1961 avec l'équipe nationale du Maroc
- Vainqueur de la Coupe du trône avec le CODM de Meknès en 1966
- Champion du Maroc avec le FAR de Rabat (3 fois) en 1967, 1968 et 1970
- Finaliste de la Coupe Mohammed V en 1967 et 1970 avec FAR de Rabat